# Ngog Lituba
Ngog Lituba (roca perforada) es una montaña de Camerún que posee una cueva considerada sagrada por los habitantes de este lugar, de las etnias bassa, mpoo y bati.
Ngog Lituba es también el nombre de la cueva y de la pequeña población cercana, que se encuentra a 80 km de Edéa, en el distrito de Ndom (antes Nyanon), al norte del departamento de Sanaga-Marítimo, no muy lejos del río Sanaga. 
La gruta sagrada se encuentra en la ladera rocosa de una montaña de origen metamórfico. Es una abertura natural con forma de túnel, de 3 m de altura y 2 m de anchura y, según los habitantes del lugar, contiene numerosos secretos. Por la rareza de esta montaña, un domo aislado en medio de la llanura, se cree que podría tratarse de un meteorito de alrededor de un kilómetro de diámetro caído hace más de dos millones de años  que ha emergido con el tiempo. Probablemente, en el lugar de la gruta había una surgencia de agua que, con el ascenso del domo, ha desaparecido.
Según la leyenda, Ngog Lituba es la cuna de los pueblos elog-mpoo, bassa, duala y bati. Los elog-mpoo aseguran que llegaron del antiguo Egipto huyendo y se refugiaron en este cueva, que fue ocultada por la tela de una araña.
Hace un tiempo, el obispo de Duala hizo erigir una cruz y mandó colocar una estatua de la Virgen en la cima de la montaña, declarándola lugar de peregrinaje mariano. En 2008, el pueblo bassa hizo una reclamación a las Naciones Unidas por considerar una profanación estas instalaciones católicas.
Con el nombre de Asociación Ngog Lituba se fundó una ONG radicaba en Barcelona, España, con programas de desparasitización y medicina escolar que actuó en los años 2009 y 2010 en el distrito de Nyanon, en Camerún.